# Ballyana
Die Ballyana Stiftung für Familien- und Firmengeschichte ist eine im Jahr 2000 gegründete, gemeinnützige Schweizer Stiftung mit Domizil in Schönenwerd im Kanton Solothurn. Sie bezweckt das Sammeln, Erhalten und Vermitteln der Erinnerung und Hinterlassenschaften an 200 Jahre Industriekultur rund um die Firmen Bally (Schuhhersteller) und Bally Band sowie der Familie Bally in Schönenwerd und dem solothurnischen Niederamt.

## Ziele, Aktivitäten und Organisation
Das Ziel der Stiftung Ballyana ist es, die Hinterlassenschaften und Erinnerung aus der Firmen- und Familiengeschichte von Bally zu sammeln, zu erhalten und der Öffentlichkeit zugänglich zu machen. Seit ihrer Gründung im Jahr 2000 sammelt und archiviert die Stiftung zu diesem Zweck alles, was mit der Familie, den Firmen Bally (Schuhhersteller) und Bally Band sowie deren Aktivitäten zusammenhängt. Die Stiftung besitzt mehrere Sammlungen, welche aus Maschinen, Dokumenten, Fotografien und Objekten aus der Vergangenheit der Schönenwerder Industrie bestehen.
Ballyana unterhält an der Schachenstrasse 24 in Schönenwerd ein Archiv (BALLYANA-Archiv), in welchem die Sammlungen aufbewahrt und der Öffentlichkeit zugänglich gemacht werden. Am Archiv-Standort betreibt die Stiftung auf einer Fläche von rund 600 Quadratmeter ferner ein Museum mit dem Namen «Ballyana», in welchem Teile der Sammlung ausgestellt werden. In der Dauerausstellung des Museums vermittelt die Stiftung anhand von Dokumenten, Bildern, Gegenständen und funktionstüchtigen Maschinen die Geschichte der Bally-Familie und -Firmen sowie der industriellen Band- und Schuhproduktion in der Region Schönenwerd. Zudem bietet die Stiftung Führungen im Bally-Park an.
Mittels Restaurierungen von historischen Maschinen sorgt die Stiftung für Wissenstransfers und die Aufzeichnung von Bally-spezifischen Produktionsprozessen, in Zusammenarbeit mit ehemaligen Bally-Mitarbeitenden. Die Stiftung hat zum Ziel, im Bereich des immateriellen Kulturgutes Wissen über die Schuhmacherkunst für die Nachwelt zu erhalten. Auf der Webseite der Stiftung sammelt und veröffentlicht Ballyana Zeitungs- und Zeitschriftartikel zum Thema Bally und Ballyana.
Ihre Aktivitäten dokumentiert die Stiftung in jährlichen Tätigkeitsberichten. Diese sind öffentlich auf der Webseite der Stiftung einsehbar.
Die strategische Ausrichtung der Stiftung Ballyana wird von einem mehrköpfigen Stiftungsrat festgelegt, der durch den Stiftungsgründer Philipp Abegg (Stand: Februar 2025) präsidiert wird. Die Aktivitäten der Stiftung werden von Freiwilligen und Mitgliedern des «Vereines Ballyana» organisiert, durchgeführt und finanziell unterstützt. Das wirtschaftliche Risiko trägt die Stiftung, ohne öffentliche Betriebsbeiträge.

## Geschichte

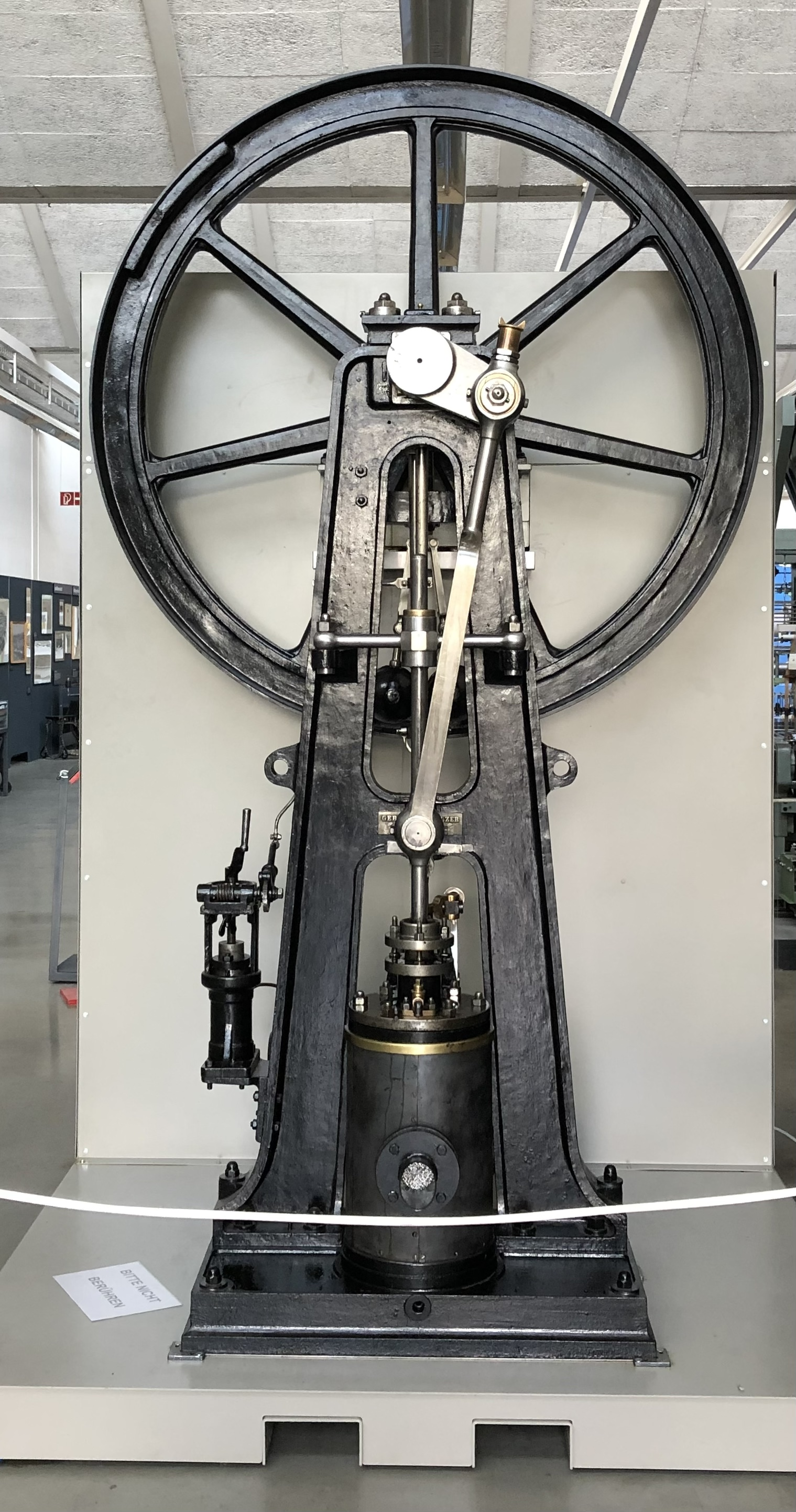
Die revidierte Sulzer-Bock-dampfmaschine von 1861, seit 2013 im Museum der Stiftung Ballyana in Schönenwerd ausgestellt (Stand: Feb. 2025).

Die Stiftung Ballyana wurde im Jahr 2000 auf Anregung des Historikers Peter Heim gegründet, nachdem die Schuhfirma Bally 1999 verkauft worden war und im Jahr 2000 der Betrieb in Schönenwerd eingestellt wurde, so dass das historische Erbe von Bally in Vergessenheit zu geraten drohte.
Am 6. Januar 2010 wurde der «Verein Ballyana» gegründet, da Ballyana in ihrer Rechtsform als Stiftung keine Mitglieder aufnehmen kann. Die Gründung des Vereins Ballyana ermöglichte es der Stiftung, alle interessierte Personen als Mitglieder in einem Verein zu organisieren und so für die finanzielle Unterstützung, den Aufbau und die Organisation des BALLYANA-Archivs zu engagieren. Ebenfalls im Jahr 2010 eröffnete die Stiftung in einer Shedhalle der ehemaligen Firma Bally Band das Museum «Ballyana».
Im Auftrag der Stiftung Ballyana wurde von 2011 bis 2013 in einem zweijährigen Restaurierungsprojekt die schweizweit älteste noch erhaltene Sulzer-Bockdampfmaschine revidiert. Die Sulzer-Bockdampfmaschine war ab 1862 in der Bally-Schuhfabrik in Schönenwerd für sechs Jahre in Betrieb und ist seit Mai 2013 im Museum Ballyana ausgestellt.
2017 wurde im Auftrag von Ballyana ein damals rund 120 Jahre alter Webstuhl aus Kienberg, einem Dorf im Solothurner Jura, nach Schönenwerd transportiert. Das Weberei-Team von Ballyana restaurierte den Kienberger-Webstuhl, bis er schliesslich im Jahr 2023 wieder funktionstüchtig war. Der Kienberger-Webstuhl ist nun im Museum der Stiftung ausgestellt.
Zusammen mit dem Archiv der Schuhfirma Bally realisierte Ballyana die Sonderausstellung «Bally Monsieur. Der Herrenschuh seit 1851». Die Sonderschau zeigte vom Herbst 2019 bis Ende 2023 im Museum«Ballyana» erstmals in der Schweiz die Entwicklung des Bally-Herrenschuhs von 1851 bis 2019.
Nachdem die Schuhfirma Bally 2021 bekannt gab, in der Villa Heleneum in Lugano ein neues Museum zu eröffnen und das Bally Schuhmuseum in der Villa Felsgarten in Schönenwerd zu schliessen, fanden zwischen Vertreterinnen und Vertretern der Stiftung Ballyana, der Firma Bally, der Gemeinde Schönenwerd und dem Kanton Solothurn Gespräche statt, um die umfangreichen Sammlungen und Archive der Firma Bally an ihrem Standort in Schönenwerd zu erhalten. Diese Sammlungen bilden als Herzstück des Bally-Erbes ein bedeutendes, regionales und nationales Kulturerbe. Die Gespräche wurden von Ballyana daher mit dem Ziel geführt, für dieses Kulturerbe eine Lösung zu finden, die sicherstellt, dass es der Nachwelt unabhängig von der weiteren wirtschaftlichen Entwicklung der Firma Bally erhalten bleibt. Im Jahr 2024 wurden die Verhandlungen als gescheitert erklärt.

## BALLYANA-Archiv

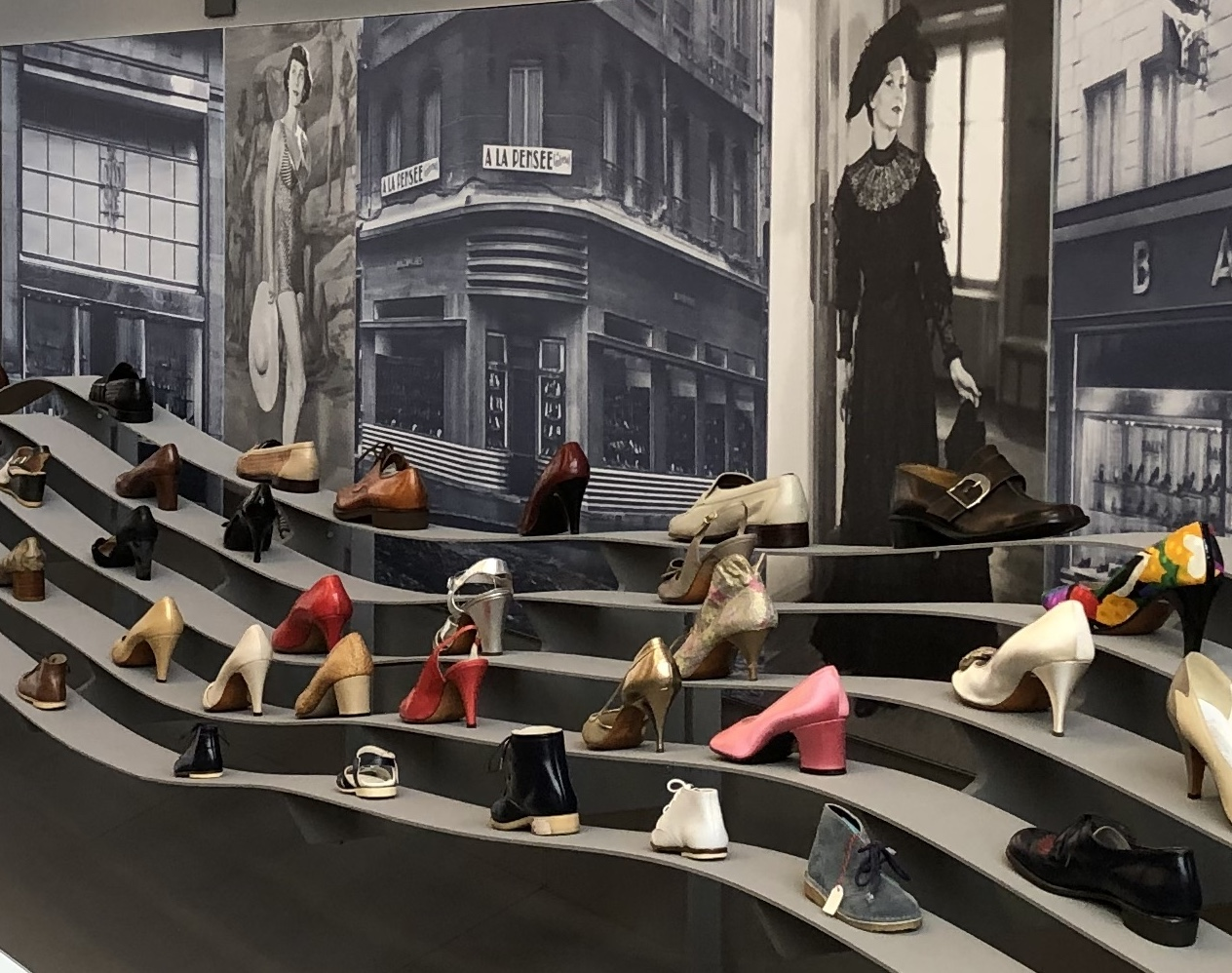
Bally-Schuhe aus der Sammlung des BALLYANA-Archivs, ausgestellt im Museum Ballyana (Stand: Feb. 2025).

Die Stiftung Ballyana dokumentiert im BALLYANA-Archiv die Geschichte der Industrialisierung von Schönenwerd und Umgebung, mit Fokus auf der Familie Bally und den Firmen Bally (Schuhhersteller) und Bally Band. Die Sammlung enthält unter anderem:
- Privatnachlässe von Mitgliedern der Familie Bally und des Bally-Managements (Familien Bally, Matter, Herzog, Hüssy etc.);[25]
- Archive von Firmen und Institutionen (Archiv der Firma Bally Band,[26] Firmeneigene öffentliche Bibliothek der Bally Schuhfabriken AG etc.)
- Bilder und Fotografien (Portraits, Schönenwerd und Umgebung, Nutzbauten, Villen, Innenaufnahmen, Amateur-Aufnahmen der Familien etc.);
- Pläne;
- Werbegrafik;
- Publikationen (Mitarbeiterzeitschriften der Bally Schuhfabriken AG, Geschäftsberichte, Werbematerial, Statuten, Reglemente, Jubiläumsschriften);
- Objekte (Bänder und Schuhe aus Ballyscher Produktion, Werbemittel, Werkzeuge, Maschinen, Alltagsgegenstände etc.);[25]
- eine Bibliothek mit Fachliteratur zu wirtschafts- und lokalhistorischen Themen sowie Werken über die Textil- und Schuhproduktion.[27]

Zu den Kernstücken des Dokumententeils des Archivs zählen die Briefe, Tagebücher und Reiseberichte von Mitgliedern der Bally-Familie, insbesondere die Memoirenwerke des Gründers der Schuhfirma Bally Carl Franz Bally (1821–1899) und dessen Sohn Eduard Bally (1847–1926).
Nicht zur Sammlung der Stiftung Ballyana gehören das Geschäftsarchiv und die Schuhsammlung der Firma Bally sowie die Sammlung des ehemaligen Schuhmuseums in der Villa Felsgarten in Schönenwerd; diese Sammlungen befinden sich im Eigentum der Schuhfirma Bally.
Die Bestände des Archives wurden weitgehend erschlossen und elektronisch erfasst. Das BALLYANA-Archiv kann nach persönlicher Anmeldung und Terminvereinbarung vor Ort an der Schachenstrasse 24 in Schönenwerd benützt werden.

## Museum «Ballyana»

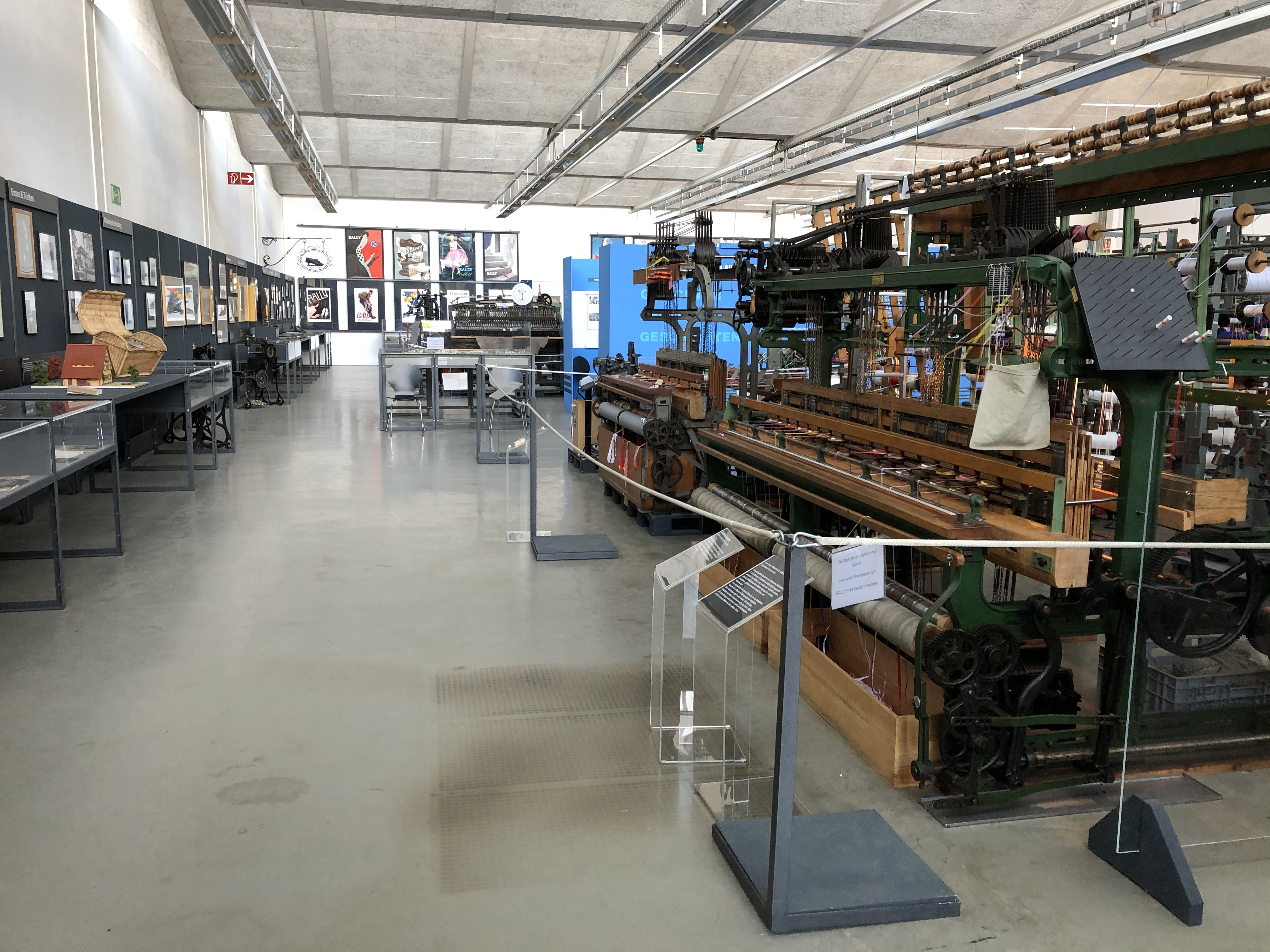
Teilansicht der Dauerausstellung des Museums Ballyana (Stand: Feb. 2025).

Das von der Stiftung Ballyana betriebene Museum «Ballyana» zeigt in einer Dauerausstellung die Geschichte der Bally-Familie und -Firmen, historische Textil- und Schuhproduktionsmaschinen sowie weitere Aspekte der Industriegeschichte und Industriekultur, wie zum Beispiel Bally-Schuhe, -Bänder, -Schachteln oder -Reklamen. Die meisten der im Museum ausgestellten mechanischen Bandwebstühle und Schuhproduktionsmaschinen sind funktionstüchtig und werden an Führungen durch die ehrenamtlichen Mitarbeitenden von Ballyana in Betrieb genommen.
Im Museum «Ballyana» wird anhand von Originalobjekten aus der Sammlung des BALLYANA-Archivs aufgezeigt, wie die Familie Bally, insbesondere Carl Franz Bally, im 19. Jahrhundert die Industrialisierung in Schönenwerd vorantrieb. Zudem wird verdeutlicht, wie die Industrialisierung das Dorf Schönenwerd sowie das Leben der Menschen der Region veränderte und prägte. Ferner thematisiert werden der Aufstieg der Schuhmarke Bally zur Qualitätsmarke sowie die Krisen und der Niedergang des Schuhherstellers Bally in der zweiten Hälfte des 20. Jahrhunderts.
Die Ausstellung zeigt wichtige Zeugen der Industriegeschichte. So befindet sich seit Mai 2013 die erwähnte, älteste in der Schweiz erhalten gebliebene, Sulzer-Bockdampfmaschine aus dem Jahr 1861 in der Dauerausstellung des Museums. Ebenfalls seit 2013 wird im Museum «Ballyana» mit einer Sohlen-Durchnähmaschine von Blake/McKay der ersten Serie aus der Zeit um 1870 eine Maschine ausgestellt, welche die Schuhfabrikation revolutionierte und auch für die Produktion bei Bally in Schönenwerd von grosser Bedeutung war.
2016 hat der Schweizer Heimatschutz das Museum Ballyana in seine Liste der 50 schönsten Schweizer Museen aufgenommen.

## Veröffentlichungen
Gestützt auf die Bestände des Archives der Stiftung Ballyana erschienen mehrere Publikationen, welche sich mit den Aktivitäten und Hinterlassenschaften der Familie Bally sowie der Firmen Bally (Schuhhersteller) und Bally Band befassen. Zu diesen Veröffentlichungen gehören unter anderen:
- Philipp Abegg, Georges Bürgin; Samuel Rutishauser, Matthias Stocker: Industrieensembles und Parkanlage «Bally» in Schönenwerd: Kanton Solothurn. Gesellschaft für Schweizerische Kunstgeschichte GSK, Bern [2005], ISBN 3-85782-775-0.
- Philipp Abegg: Hinterlassenschaften der Industriegeschichte in Schönenwerd. Hrsg. von der Stiftung für Bally Familien- und Firmengeschichte. Schönenwerd, Ballyana-Archiv, 2009.
- Carl Franz Bally: Pionier und Pfaffenschreck. Die Memoiren des Carl Franz Bally. Hrsg. von Clauspeter Scalabrin; mit einer Einleitung von Peter Heim; im Auftrag der Stiftung für Bally Familien- und Firmengeschichte. Hier + Jetzt, Baden 2009, ISBN 978-3-03919-083-6.
- Anna-Brigitte Schlittler, Katharina Tietze (Hrsg.): Bally. A History of Footwear in the Interwar Period. Transcript Verlag, Bielefeld 2021, ISBN 978-3-8376-5738-8 (Open Access unter: https://doi.org/10.1515/9783839457382).
- Thomas Urban: Unternehmerfamilien im krisenreichen 20. Jahrhundert. Zwischen Spürsinn und Sinnverlust.Springer Fachmedien Wiesbaden GmbH, Wiesbaden 2023, ISBN 978-3-658-39280-2.
- Roman Wild: Auf Schritt und Tritt. Der schweizerische Schuhmarkt 1918–1948. NZZ Libro, Basel 2019, ISBN 978-3-03810-460-5 (Open Access unter: https://doi.org/10.24894/978-3-03810-460-5).